# Divano

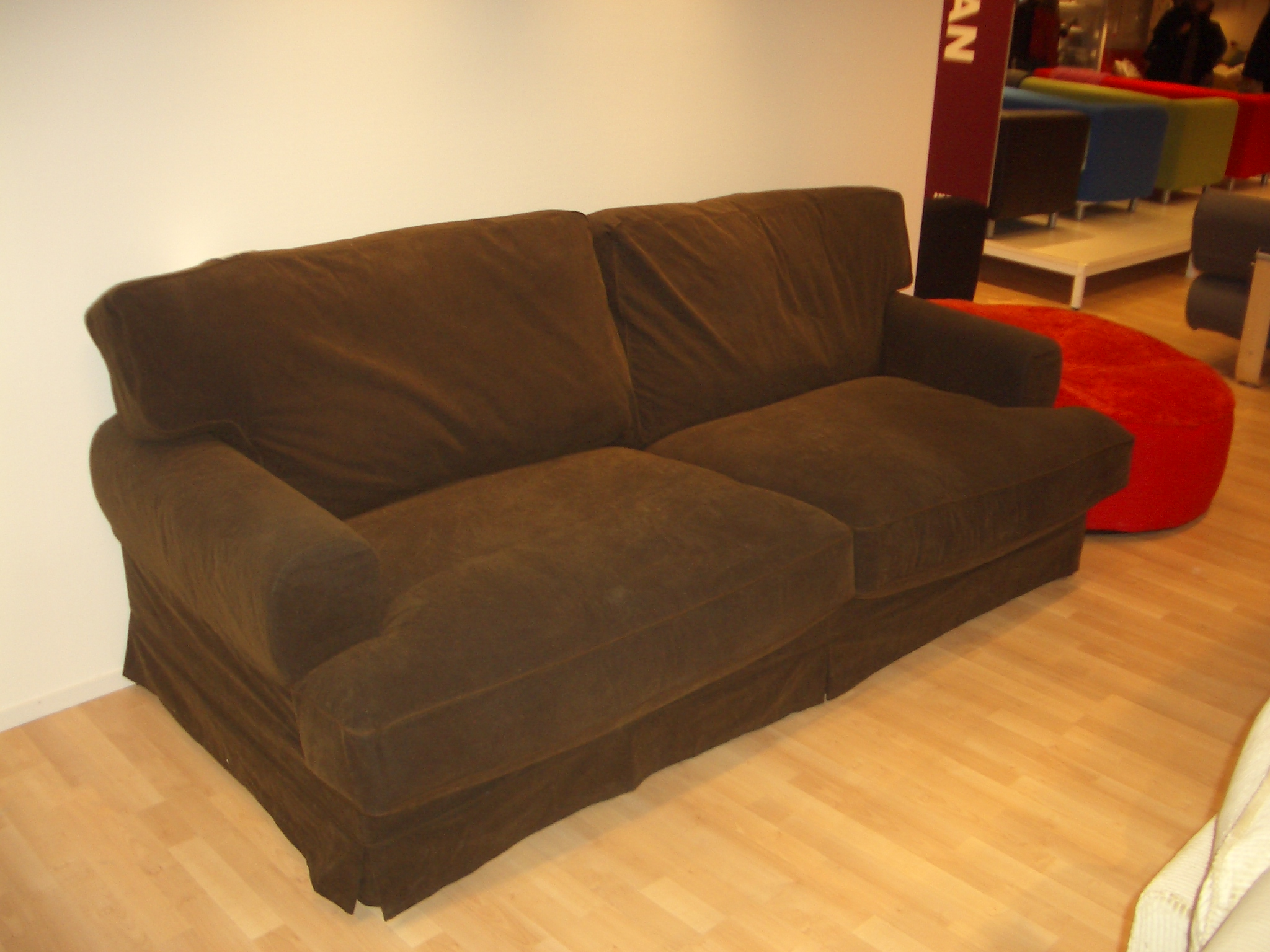
Divano moderno

Il divano (anche detto sofà, ottomana o, meno propriamente, canapè) è un sedile imbottito e dotato di braccioli come una poltrona,  di diverse forme, in modo da poter accogliere molte persone anche contemporaneamente. 
È un elemento piuttosto comune dell'arredamento sia privato che pubblico moderno. Si può trovare specialmente nelle abitazioni e viene generalmente collocato in salotto; mentre nei luoghi pubblici si trova frequentemente nelle sale d'aspetto.

## Descrizione

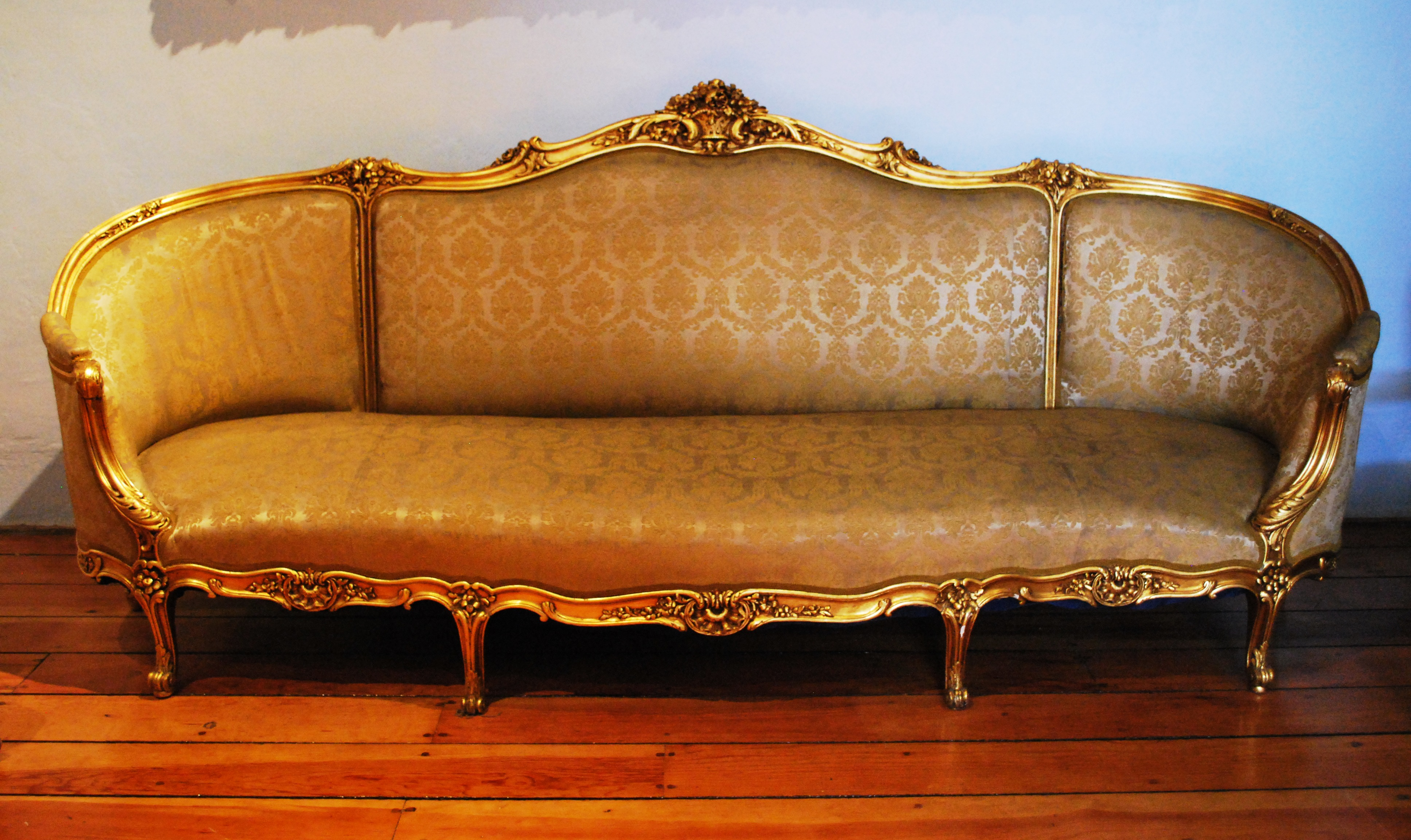
Divano ottocentesco

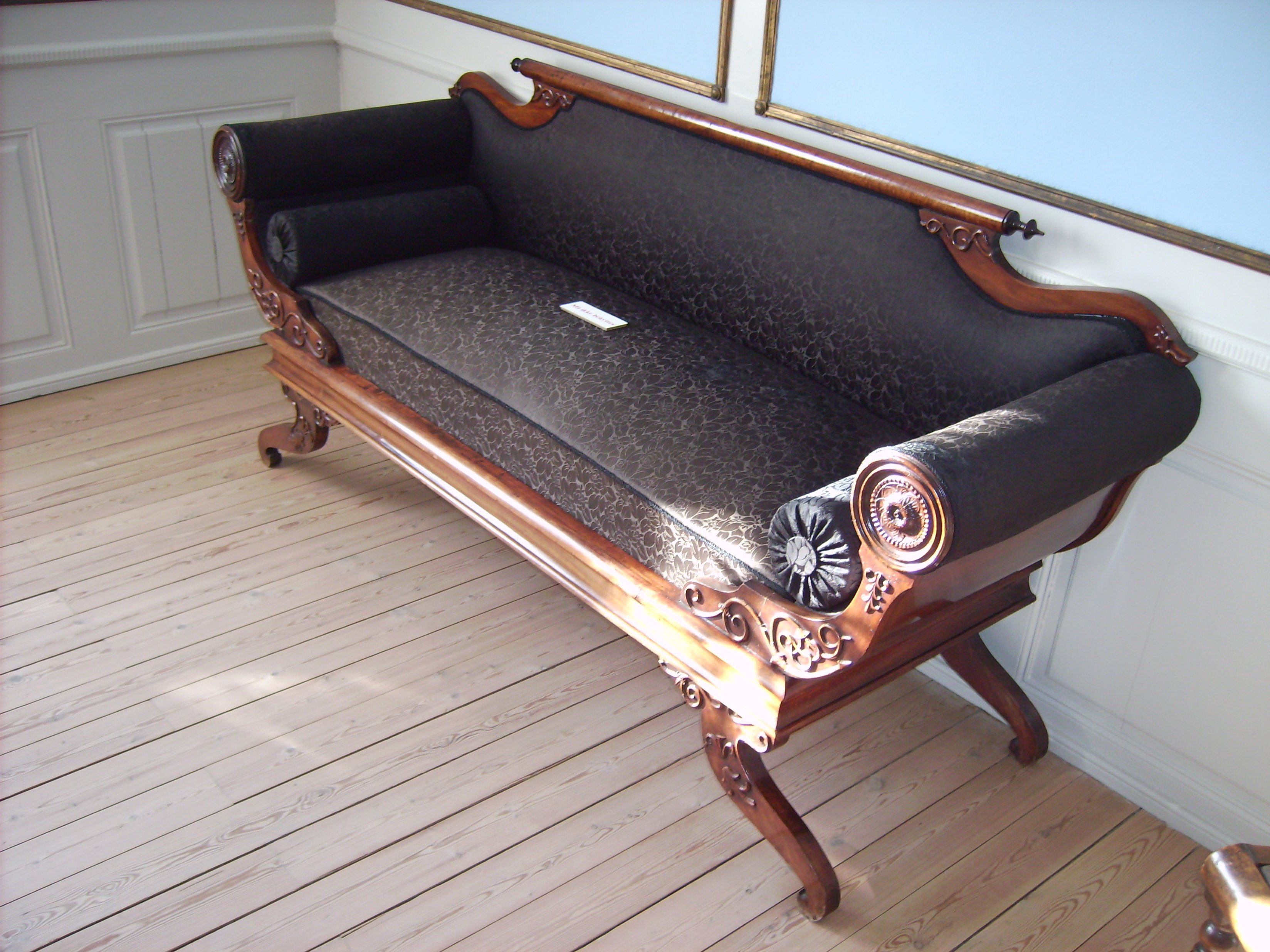
Divano ottocentesco

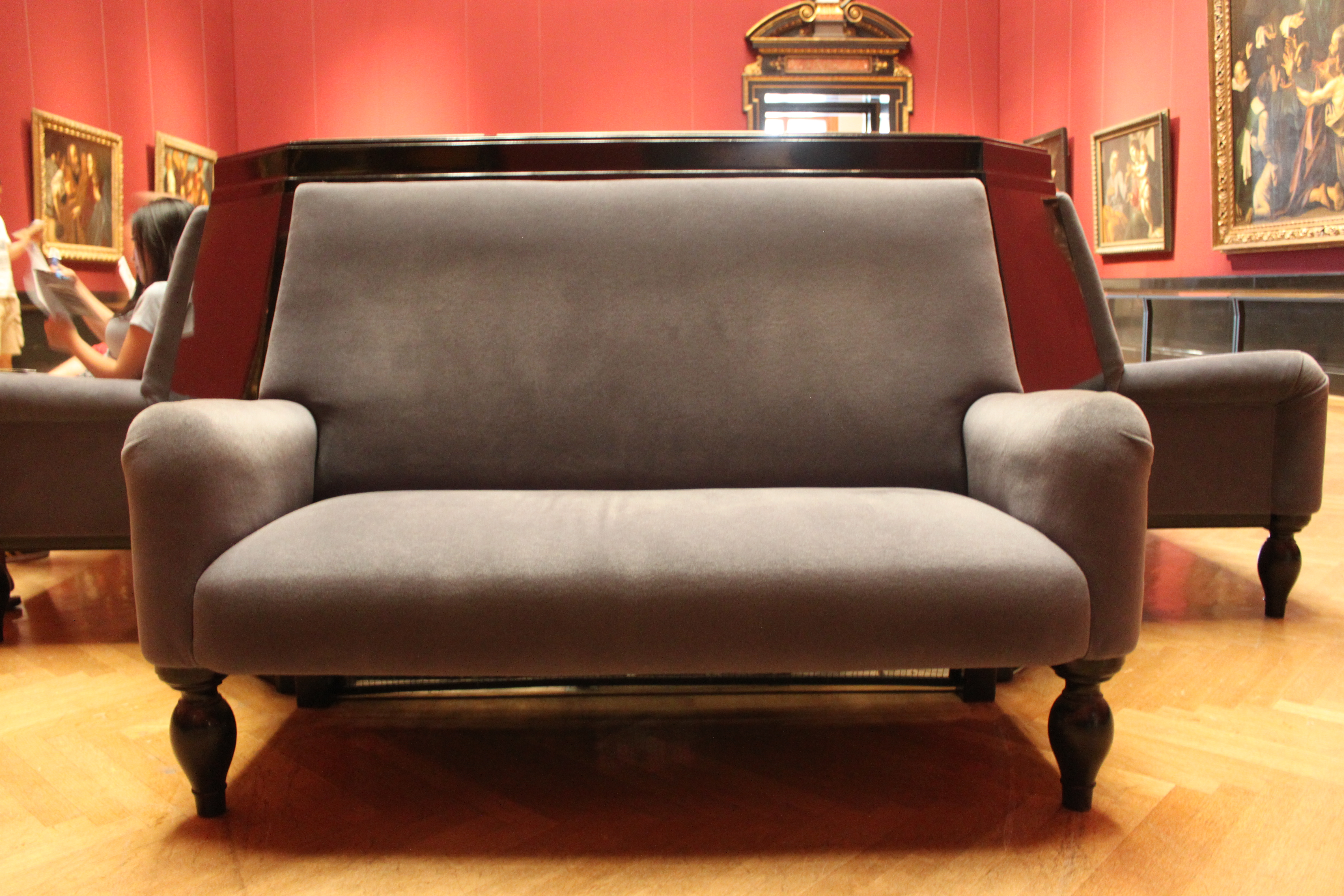
Divano moderno

Nonostante la similitudine, per esempio, con il triclinio romano, il comune divano moderno entrò nella cultura occidentale dal mondo ottomano. Il termine "divano" deriva dal termine arabo di origine persiana dīwān, con cui s'indicavano i registri amministrativi, conservati in un apposito locale dove gli scribi lavoravano seduti su cuscini. Il termine da quanto viene riportato passò a designare l'ambiente e, in modo traslato, l'insieme dei cuscini su cui si sedevano gli addetti alla scrittura.
Già in epoca califfale il vocabolo era utile a designare le amministrazioni dello Stato e sopravvisse anche nell'Impero ottomano, con riferimento al Consiglio dei ministri.
Non troppo diversamente successe con il comune vocabolo "sofà", derivante dall'arabo suffa, che vuol dire "cuscino".
Il termine originario fu francesizzato in divan per indicare una lunga panchetta con fiancate o braccioli.
Il primo periodo di grande diffusione in Europa risale al periodo di Luigi XV e all'epoca neoclassica, mentre il momento storico di maggiore successo fu quello ai tempi di Luigi XVIII e della Restaurazione.
di cotone oppur di lana

che si chiama l'ottomana

perché ha sempre quattro pied.»
(Ettore Petrolini)

## Tipi
Esistono diversi tipi di divano: il divano a due o tre posti; il divano angolare; il divano componibile; divano con penisola, il divano-letto. Quest'ultimo nasconde al suo interno un materasso, ed è trasformabile in letto.
Molti divani antichi venivano rifiniti con una lavorazione particolare chiamata "capitonné", tutt'oggi utilizzata negli arredamenti in stile.

### Divano a 2 posti
Il divano a due posti è molto spesso presente nel salotto delle case italiane, talvolta insieme ad un divano più ampio oppure affiancato a delle poltrone, per poter avere ulteriori posti. Grazie alle sue dimensioni contenute, il divano a due posti consente agli arredatori e ai designer di potersi sbizzarrire con forme, colori, rivestimenti, pellami, tessuti, strutture e imbottiture. Il punto di forza del divano 2 posti è sicuramente costituito dal suo ingombro ridotto e dalle sue dimensioni contenute. Tale caratteristica ne consente il posizionamento in diversi ambienti della casa, non solo il salotto ma anche la cucina o l’ingresso, la camera da letto o la camera degli ospiti, magari nella versione divano letto. Si possono trovare modelli comodi con una seduta non troppo ingombrante e comoda per sedersi, ma la moda del design spinge ultimamente all’allargamento della seduta, che consente di potersi stendere anche su un divano 2 posti. Solitamente questo genere di divani non supera i 2 metri di lunghezza.

### Divano a 3 posti
Il divano a 3 posti è diffuso nei salotti e negli ambienti delle case più grandi e spaziose. Laddove le superfici lo consentono viene affiancato da poltrone o da divani a 2 posti. Il punto di forza del divano a 3 posti è sicuramente costituito dalla comodità e dall'ampiezza della seduta. Sono sempre più diffuse le versioni a 3 posti con chaise longue e le versioni con divano letto. Il divano a 3 posti solitamente ha una misura di lunghezza compresa tra 2 e 3 metri.

### Divano angolare
La caratteristica del divano angolare è di possedere la classica forma a L, ed è quindi composto da due sezioni. La prima sezione costituisce quella principale del divano, contenente solitamente da 2 o 3 posti a sedere. A questa sezione viene tolto il bracciolo per poter costruire l'angolo. La seconda sezione è quindi disposta ad un angolo retto e addossata alla prima consente di ottenere maggiore spazio sulla seduta. Lo spazio aggiuntivo può essere anche caratterizzato da un posto per distendersi chiamato “Chaise Longue” o meridiana. 
Quest’ultima può essere posizionata sia a destra che a sinistra della sezione principale, consentendo in questo modo di ottenere diverse combinazioni d’arredo adattandosi allo spazio a disposizione e/o ai gusti di chi arreda. 
Il divano ad angolo è maggiormente adatto ad ambienti grandi che possono ospitare divani angolari capienti fino a 6 o 7 posti, ma oggi esistono anche modelli di divani angolari con un numero ridotto di posti (anche 2 o 3) per poter arredare con stile anche ambienti più piccoli.